# دون نورمن
دون نورمن (انگلیسی: Don Norman؛ زادهٔ ۲۵ دسامبر ۱۹۳۵) پژوهش‌گر، مدرس دانشگاه و دانشمند علوم شناختی اهل ایالات متحده آمریکا است، که به‌عنوان استاد دانشگاه نورت‌وسترن، دانشگاه هاروارد و دانشگاه کالیفرنیا، سن دییگو فعالیت می‌کند، همچنین مشاور شرکت‌هایی چون پاناسونیک، تویوتا و تد می‌باشد و از اعضای هیئت تحریریه دانشنامه بریتانیکا نیز بشمار می‌آید.
نورمن در کتاب "طراحی موارد روزمره"، برای نخستین بار از اصطلاح طراحی کاربر-محور برای توصیف طراحی بر اساس نیازهای کاربران استفاده نمود. بخش اعظم از سوابق پژوهشی وی در حوزه‌های طراحی کاربر-محور و علوم شناختی می‌باشد. او از بنیانگذاران انجمن علوم شناختی است.

## کتاب‌ها
- طراحی اشیاء روزمره (این کتاب توسط "مهدی مقیمی" و "احسان میرزایی" ترجمه و انتشارات "کتاب وارش" آن را به چاپ رسانده است.)
- زندگی با پیچیدگی
- طراحی اساسی
- طراحی چیزهای آینده
- کتاب طراحی برای دنیایی بهتر (این کتاب توسط "مهدی مقیمی" و "کامران رحمانی" و "رامین خطیبی" ترجمه و انتشارات "کتاب وارش" آن را به چاپ رسانده است.)
- روانشناسی امور روزانه